# Bruce Westerman
Bruce Eugene Westerman, född 18 november 1967 i Hot Springs i Arkansas, är en amerikansk republikansk politiker. Han är ledamot av USA:s representanthus sedan 2015.
Westerman utexaminerades 1990 från University of Arkansas och avlade 2001 masterexamen vid Yale University. I mellanårsvalet i USA 2014 besegrade han demokraten James Lee Witt.